# Cantó de Revin
El cantó de Revin és un cantó francès del departament de les Ardenes, situat al districte de Charleville-Mézières. Té 2 municipis i el cap és Revin.

## Municipis
- Anchamps
- Revin

## Història
| Data d'elecció                           | Identitat        | Partit | Qualitat |
| ---------------------------------------- | ---------------- | ------ | -------- |
| 1973-1982                                | Gérard Istace    | PS     |          |
| 1982-2008                                | Bernard Dahout   | PS     |          |
| 2008-                                    | Dominique Ruelle | PS     |          |
| les dades anteriors no són pas conegudes |                  |        |          |
|                                          |                  |        |          |

## Demografia
| A partir de 1990: Població sense dobles comptes |